# Terror bajo cero
Terror bajo cero (título original: Sometimes They Come Back... for More) es una película de terror estadounidense estrenada en 1998, secuela directa a vídeo de la película Sometimes They Come Back, basada en el relato corto del mismo nombre del autor estadounidense Stephen King. La película fue dirigida por Daniel Zelik Berk y protagonizada por Clayton Rohner, Faith Ford y Damian Chapa. La película se centra en los extraños sucesos que se desatan en una base militar en la Antártida.

## Sinopsis
El ejército de los Estados Unidos tiene una operación secreta de minería ilegal en la Antártida. Cuando uno de los miembros del personal estacionado en la base sufre un ataque, dos operativos militares, el Capitán Sam Cage (Clayton Rohner) y el Mayor Callie O'Grady (Chase Masterson) entran a buscar la base. Descubren a dos sobrevivientes, el oficial médico Capt. Jennifer Wells (Faith Ford) y el oficial técnico Teniente Brian Shebanski (Max Perlich). La radio de la base está misteriosamente destrozada.
Al entrar en el área minera de la base, el Capitán Cage ve lo que parece ser otro superviviente y comienza una persecución por los pasillos, tomando un ascensor hasta el segundo piso. Cuando O'Grady cae debido a los gases en la mina, la lleva a un ascensor, solo para descubrir que en realidad están en el cuarto piso. De vuelta en el complejo principal descubren que un cuerpo que encontraron en la nieve ha desaparecido. Encuentran personal muerto y algunos moribundos y un libro sobre conjurar al Diablo. Más cuerpos desaparecen cuando nadie los observa y reaparecen más tarde como misteriosos seres. Pronto, Jennifer y Sam se dan cuenta de que son los únicos que siguen vivos, luchando contra los no-muertos y su maestro diabólico.

## Reparto
- Clayton Rohner como Sam Cage.
- Faith Ford como Jennifer Wells.
- Max Perlich como Brian Shebanski.
- Chase Masterson como Callie O'Grady.
- Damian Chapa como Karl Schilling.
- Jennifer O'Dell como Mary.
- Michael Stadvec como Robert Reynolds.
- Stephen Hart como Frank Whittaker.
- Douglas Stoup como Baines.
- Frank Ceglia como soldado en el bar.